# Лемпно
Лемпно (пол. Łępno, нім. Lomp) — село в Польщі, у гміні Ґодково Ельблонзького повіту Вармінсько-Мазурського воєводства.
Населення — 133 особи (2011).
У 1975-1998 роках село належало до Ельблонзького воєводства.

## Демографія
Демографічна структура станом на 31 березня 2011 року:
|          | Загалом | Допрацездатний вік | Працездатний вік | Постпрацездатний вік |
| -------- | ------- | ------------------ | ---------------- | -------------------- |
| Чоловіки | 61      | 13                 | 39               | 9                    |
| Жінки    | 72      | 15                 | 32               | 25                   |
| Разом    | 133     | 28                 | 71               | 34                   |